# John Redpath
Pour les articles homonymes, voir Redpath.
John Redpath (né en décembre 1796 à Earlston, en Écosse et mort le 5 mars 1869 à Montréal, au Canada) était un homme d'affaires, philanthrope et homme politique municipal canadien.

## Biographie
Né à Earlston, dans Les Lowlands d'Écosse, il a fait l'œuvre de pionnier dans le développement industriel qui fit de Montréal la ville la plus prospère et la plus grande du Canada. Il a notamment contribué au développement du canal de Lachine.
En 1833, il a été élu au conseil d’administration de la Banque de Montréal, l’institution financière la plus importante de la ville. Il en a été un des administrateurs et, à partir de 1860, vice-président et en demeura un des gros actionnaires jusqu’à sa mort. John Redpath investit dans bon nombre d’entreprises pendant les années 1840, 1850 et 1860 au cours desquelles Montréal a connu un essor économique considérable.

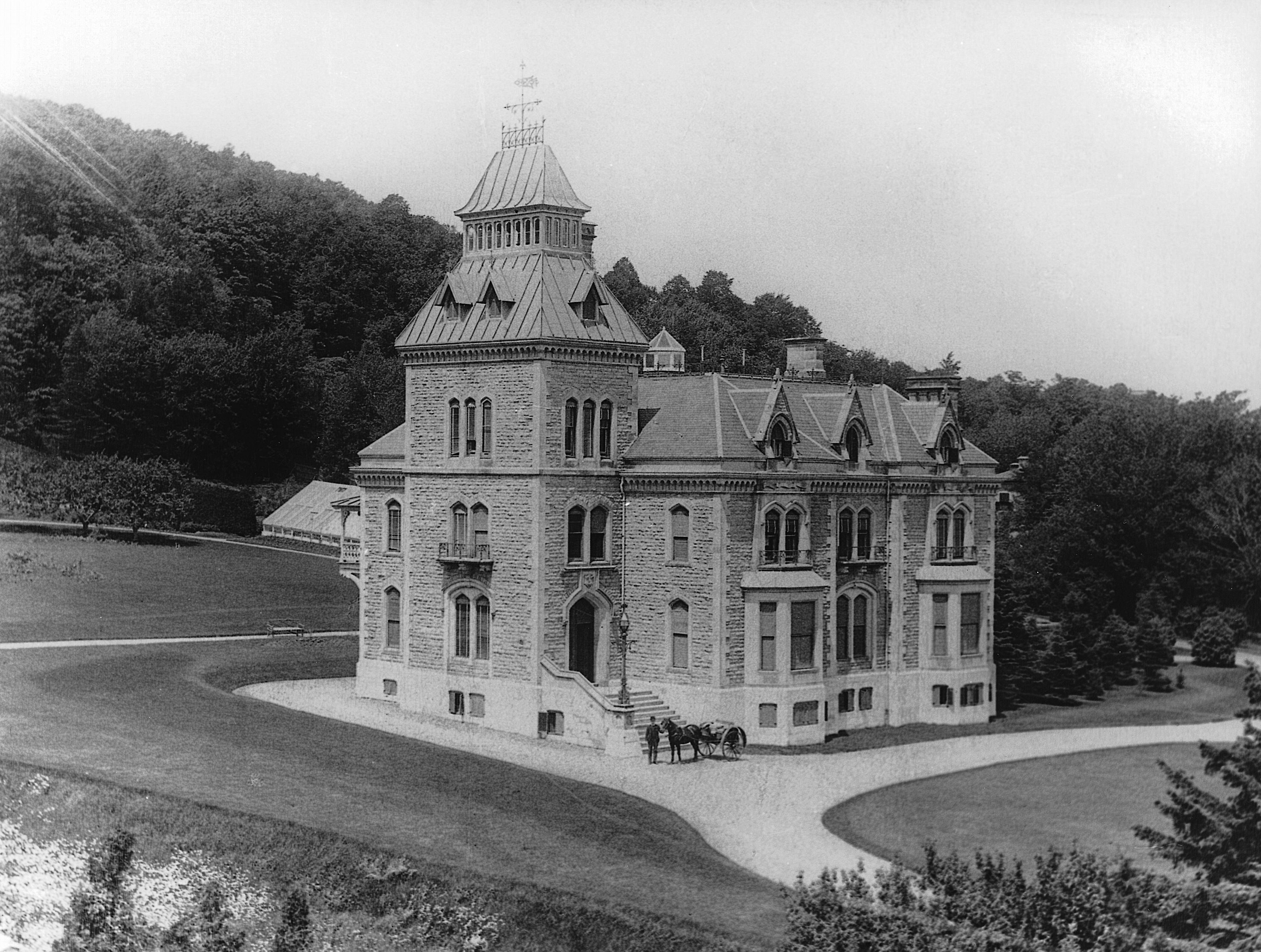
La maison de John Redpath, Terrace Bank, rue Sherbrooke Ouest, 1880

Malgré tous ses intérêts financiers et son importante fortune, il ne se serait plus reconnu s’il n’avait pas décidé en 1854 d’entreprendre la construction de la première raffinerie de sucre de la province du Canada, qui a porté son nom (Sucrerie Redpath). Son usine de sept étages, dont les imposantes cheminées sont devenues une des caractéristiques de la ville, représentait pour lui un investissement énorme. En 1859, il avait fait entrer dans la compagnie son fils aîné, Peter Redpath, ainsi que son gendre George Alexander Drummond.
Il a été président de l’association qui promulgue le manifeste annexionniste de Montréal, qui a reçu l’appui massif, encore que bref, de nombreux hommes d’affaires montréalais bien en vue. Il a de plus contribué au financement de l'Université McGill, l'association des investisseurs, l'hôpital général de Montréal, l'Institut de mécanique de Montréal et le collège presbytérien de Montréal.
Enterré au cimetière Mont-Royal, le musée Redpath est nommé en son honneur.

### Carrière politique
De 1840 à 1843, il a siégé au Conseil municipal de Montréal, période durant laquelle il céda des terres qui sont devenues la rue Drummond le 13 mai 1842. La rue a été nommée en l'honneur de sa deuxième femme, Jane Drummond (1816-1907), et non en celui de Gordon Drummond (sans relation), comme on a supposé parfois,.